# 武庫郡
- 令制国一覧 > 畿内 > 摂津国 > 武庫郡
- 日本 > 近畿地方 > 兵庫県 > 武庫郡

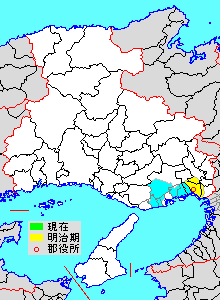
兵庫県武庫郡の位置（水色：後に他郡から編入した区域）

武庫郡（むこぐん）は、兵庫県（摂津国）にあった郡。武庫の名は、大阪湾をはさんで難波津の対岸である「向こう」の岸にあたることに由来するとも、あるいは、神功皇后が三韓出兵の後に兵庫 (兵器蔵) を埋めたことに由来するともいわれる。

## 郡域
1879年（明治12年）に行政区画として発足した当時の郡域は、概ね下記の区域にあたる。
- 尼崎市の一部（東海道本線以南の蓬川以西、南武庫之荘十二丁目、同十一丁目、同四丁目、同五丁目、同一丁目、武庫之荘東一丁目、武庫之荘本町以西および武庫之荘三丁目・水堂町四丁目・西立花二丁目・同三丁目の各一部）
- 西宮市の大部分（山口町各町・塩瀬町各町および内包する各町を除く）
- 宝塚市の一部（武庫川以南）

## 歴史

### 古代

#### 式内社
『延喜式』神名帳に記される郡内の式内社。
| 神名帳                     | 神名帳     | 神名帳 | 神名帳         | 比定社             | 比定社               | 比定社           | 集成 |
| 社名                       | 読み       | 格     | 付記           | 社名               | 所在地               | 備考             | 集成 |
| -------------------------- | ---------- | ------ | -------------- | ------------------ | -------------------- | ---------------- | ---- |
| 武庫郡 4座（大2座・小2座） |            |        |                |                    |                      |                  |      |
| 広田神社                   | ヒロタノ   | 名神大 | 月次相嘗新嘗   | 廣田神社           | 兵庫県西宮市大社町   |                  |      |
| 名次神社                   | ナツキノ   | 小     | 鍬靫           | 名次神社           | 兵庫県西宮市名次町   | 廣田神社境外摂社 |      |
| 伊和志豆神社               | イワシツノ | 大     | 月次新嘗       | （論）伊和志豆神社 | 兵庫県西宮市大社町   | 廣田神社境内末社 |      |
| 伊和志豆神社               | イワシツノ | 大     | 月次新嘗       | （論）伊和志津神社 | 兵庫県宝塚市伊孑志   |                  |      |
| 岡太神社                   | ヲカタノ   | 小     |                | （論）岡太神社     | 兵庫県西宮市小松南町 |                  |      |
| 岡太神社                   | ヲカタノ   | 小     | （論）岡田神社 | 兵庫県西宮市岡田山 | 廣田神社境外摂社     |                  |      |
| 凡例を表示                 |            |        |                |                    |                      |                  |      |

### 近世以降の沿革
- 「旧高旧領取調帳」に記載されている明治初年時点での支配は以下の通り。幕府領は谷町代官所が管轄。（1町49村）

| 知行         | 知行           | 村数    | 村名 |
| ------------ | -------------- | ------- | --- |
| 幕府領       | 幕府領         | 1町 7村 | 西宮町、守具村、今津村、鳴尾村、越水村、越木岩新田、見佐村、平左衛門新田 |
| 幕府領       | 旗本領         | 9村     | 中村、芝村、守部村、西武庫村、上大市村、下大市村、樋口新田、五郎右衛門新田村、下新田村 |
| 藩領         | 摂津尼崎藩     | 24村    | 西新田村、東新田村、東大島村、浜田村、西大島村、小松村、小曽根村、今北村、下瓦林村、津門村、上瓦林村、常松村、生津村、西富松村、東武庫村、広田村、武庫庄村、時友村、西昆陽村、段上村、鹿塩村、蔵人村、小林村、伊孑志村 |
| 藩領         | 丹波篠山藩     | 2村     | 上田新田、川面村 |
| 藩領         | 尾張名古屋藩   | 2村     | 瓦林村、門戸村 |
| 幕府領・藩領 | 幕府領・尼崎藩 | 1村     | 上ヶ原新田村 |
| 幕府領・藩領 | 旗本領・尼崎藩 | 3村     | 高木村、常吉村、友行村 |
| 幕府領・藩領 | 旗本領・篠山藩 | 1村     | 神尾村 |

- 慶応4年
  - 2月2日（1868年2月24日） - 幕府領が兵庫裁判所の管轄となる。
  - 5月23日（1868年7月12日） - 兵庫裁判所の管轄地域が兵庫県の管轄となる。
- 明治3年（1870年）3月 - 名古屋藩領が兵庫県の管轄となる。
- 明治4年
  - 7月14日（1871年8月29日） - 廃藩置県により、藩領が尼崎県、篠山県の管轄となる。
  - 11月20日（1871年12月31日） - 第1次府県統合により、全域が兵庫県の管轄となる。
- 明治初年 - 平左衛門新田が鳴尾村に合併。（1町48村）
- 明治5年（1872年） - 神尾村の旧・旗本領（通称・神呪村）と旧・篠山藩領が統合して神呪寺村となる。
- 明治12年（1879年）1月8日 - 郡区町村編制法の兵庫県での施行により、行政区画としての武庫郡が発足。郡役所が西宮鞍掛町に設置。
- 明治13年（1880年）9月 - 郡役所が菟原郡役所と統合のうえ改称して「武庫菟原郡役所」となる。

### 町村制以降の沿革

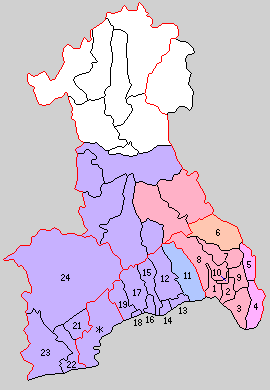
1.西宮町 2.今津村 3.鳴尾村 4.大庄村 5.武庫村 6.良元村 7.甲東村 8.大社村 9.瓦木村 10.芝村 11.精道村 12.本山村 13.本庄村 14.魚崎村 15.住吉村 16.御影町 17.六甲村 18.都賀浜村 19.西灘村 23.須磨村 24.山田村（紫：神戸市 赤：西宮市 桃：尼崎市 橙：宝塚市 青：芦屋市 ＊は発足時の神戸市 21・22は八部郡→神戸市）

- 明治22年（1889年）4月1日 - 町村制の施行により、以下の町村が発足。▲は飛地を除く。△は飛地のみ。特記以外は現・西宮市。（1町9村）
  - 西宮町 ← 西宮町[3]、△芝村、△中村、△越水村、△守具村、△越木岩新田、△津門村
  - 今津村 ← 今津村、▲津門村、△西宮町
  - 鳴尾村 ← 鳴尾村、小松村、小曽根村、上田新田
  - 大庄村 ← 西新田村、東新田村、道意新田[4]、中浜新田[4]、又兵衛新田[4]、西大島村、東大島村、浜田村、今北村（現・尼崎市）
  - 武庫村 ← 常吉村、常松村、▲時友村、友行村、東武庫村、西武庫村、生津村、西富松村、守部村、▲西昆陽村、武庫庄村、川辺郡△寺本村（現・尼崎市）
  - 良元村 ← 小林村、伊孑志村、蔵人村、鹿塩村（現・宝塚市）
  - 甲東村 ← ▲門戸村、上ヶ原新田村、段上村、上大市村、下大市村、樋口新田、神呪寺村、△広田村
  - 大社村 ← ▲中村、▲広田村、▲越水村、▲守具村、▲越木岩新田、鷲林寺新田[5]、柏堂新田[5]、△門戸村、△芝村、△西宮町
  - 瓦木村 ← 上瓦林村、下瓦林村、瓦林村、高木村、荒木新田[6]、助兵衛新田[6]、下新田村、五郎右衛門新田村
  - 芝村 ← ▲芝村、△西宮町、△越水村、△広田村、△中村
  - 川面村・見佐村が川辺郡小浜村の、時友村・西昆陽村の各飛地が川辺郡稲野村のそれぞれ一部となる。
- 明治29年（1896年）
  - 4月1日 - 郡制の施行のため、武庫郡・菟原郡・八部郡の区域をもって、改めて武庫郡が発足。下記の町村が本郡の所属となる。（2町19村）
    - 旧・菟原郡（1町8村） - 精道村（現・芦屋市）、本庄村、本山村、魚崎村（現・神戸市東灘区）、住吉村（現・神戸市東灘区）、御影町（現・神戸市東灘区）、六甲村（現・神戸市灘区、北区）、都賀浜村、西灘村（現・神戸市灘区）
    - 旧・八部郡（2村） - 須磨村（概ね現・神戸市須磨区）、山田村（現・神戸市北区）

  - 7月1日 - 郡制を施行。
- 明治45年（1912年）4月1日 - 須磨村が町制施行して須磨町となる。（3町18村）
- 大正3年（1914年）
  - 5月1日 - 魚崎村が町制施行して魚崎町となる。（4町17村）
  - 7月1日 - 都賀浜村が町制施行・改称して西郷町となる。（5町16村）
- 大正9年（1920年）4月1日 - 須磨町が神戸市に編入。（4町16村）
- 大正10年（1921年）9月1日 - 今津村が町制施行して今津町となる。（5町15村）
- 大正12年（1923年）4月1日 - 郡会が廃止。郡役所は存続。
- 大正14年（1925年）4月1日 - 西宮町が市制施行して西宮市となり、郡より離脱。（4町15村）
- 大正15年（1926年）7月1日 - 郡役所が廃止。以降は地域区分名称となる。
- 昭和4年（1929年）4月1日（3町13村）
  - 六甲村の一部（高羽の一部）が御影町に、残部（八幡・新生・水車新田・徳井・篠原および高羽の残部）が神戸市に編入。
  - 西郷町・西灘村が神戸市に編入。
- 昭和8年（1933年）4月1日 - 今津町・芝村・大社村が西宮市に編入。（2町11村）
- 昭和10年（1935年）時点での当郡の面積は193.66平方km、人口は182,979人（男91,135人・女91,844人）[7]。
- 昭和15年（1940年）11月10日 - 精道村が市制施行・改称して芦屋市となり、郡より離脱。（2町10村）
- 昭和16年（1941年）2月1日 - 甲東村が西宮市に編入。（2町9村）
- 昭和17年（1942年）
  - 2月1日 - 大庄村・武庫村が尼崎市に編入。（2町7村）
  - 5月5日 - 瓦木村が西宮市に編入。（2町6村）
- 昭和22年（1947年）3月1日 - 山田村が神戸市（兵庫区）に編入。（2町5村）
- 昭和25年（1950年）
  - 4月1日 - 御影町・魚崎町・住吉村が神戸市に編入。同区域をもって東灘区が発足。（4村）
  - 10月10日 - 本山村・本庄村が神戸市（東灘区）に編入。（2村）
- 昭和26年（1951年）4月1日 - 鳴尾村が西宮市に編入。（1村）
- 昭和29年（1954年）4月1日 - 良元村が川辺郡宝塚町と合併して宝塚市となる。同日武庫郡消滅。

### 変遷表
| 旧郡   | 明治22年以前  | 明治22年4月1日 | 明治29年4月1日                   | 明治29年4月1日                   | 明治29年 - 明治45年        | 大正1年 - 大正15年                      | 昭和1年 - 昭和19年                    | 昭和20年 - 昭和29年                      | 昭和30年 - 現在                   | 現在   |
| ------ | ------------- | -------------- | -------------------------------- | -------------------------------- | -------------------------- | --------------------------------------- | ------------------------------------- | ---------------------------------------- | --------------------------------- | ------ |
| 武庫郡 | 川面村        | 川辺郡 小浜村  | 川辺郡 小浜村                    | 川辺郡 小浜村                    | 川辺郡 小浜村              | 川辺郡 小浜村                           | 川辺郡 小浜村                         | 昭和29年4月1日 宝塚市                    | 宝塚市                            | 宝塚市 |
| 武庫郡 | 美佐村        | 川辺郡 小浜村  | 川辺郡 小浜村                    | 川辺郡 小浜村                    | 川辺郡 小浜村              | 川辺郡 小浜村                           | 川辺郡 小浜村                         | 昭和29年4月1日 宝塚市                    | 宝塚市                            | 宝塚市 |
| 武庫郡 | 伊孑志村      | 良元村         | 良元村                           | 良元村                           | 良元村                     | 良元村                                  | 良元村                                | 昭和29年4月1日 宝塚市                    | 宝塚市                            | 宝塚市 |
| 武庫郡 | 小林村        | 良元村         | 良元村                           | 良元村                           | 良元村                     | 良元村                                  | 良元村                                | 昭和29年4月1日 宝塚市                    | 宝塚市                            | 宝塚市 |
| 武庫郡 | 鹿塩村        | 良元村         | 良元村                           | 良元村                           | 良元村                     | 良元村                                  | 良元村                                | 昭和29年4月1日 宝塚市                    | 宝塚市                            | 宝塚市 |
| 武庫郡 | 蔵人村        | 良元村         | 良元村                           | 良元村                           | 良元村                     | 良元村                                  | 良元村                                | 昭和29年4月1日 宝塚市                    | 宝塚市                            | 宝塚市 |
| 武庫郡 |               | 大庄村         | 大庄村                           | 大庄村                           | 大庄村                     | 大庄村                                  | 昭和17年2月1日 尼崎市に編入           | 尼崎市                                   | 尼崎市                            | 尼崎市 |
| 武庫郡 |               | 武庫村         | 武庫村                           | 武庫村                           | 武庫村                     | 武庫村                                  | 昭和17年2月1日 尼崎市に編入           | 尼崎市                                   | 尼崎市                            | 尼崎市 |
| 武庫郡 |               | 西宮町         | 西宮町                           | 西宮町                           | 西宮町                     | 大正14年4月1日 市制 西宮市              | 西宮市                                | 西宮市                                   | 西宮市                            | 西宮市 |
| 武庫郡 |               | 今津村         | 今津村                           | 今津村                           | 今津村                     | 大正10年9月1日 町制 今津町              | 昭和8年4月1日 西宮市に編入            | 西宮市                                   | 西宮市                            | 西宮市 |
| 武庫郡 |               | 芝村           | 芝村                             | 芝村                             | 芝村                       | 芝村                                    | 昭和8年4月1日 西宮市に編入            | 西宮市                                   | 西宮市                            | 西宮市 |
| 武庫郡 |               | 大社村         | 大社村                           | 大社村                           | 大社村                     | 大社村                                  | 昭和8年4月1日 西宮市に編入            | 西宮市                                   | 西宮市                            | 西宮市 |
| 武庫郡 |               | 甲東村         | 甲東村                           | 甲東村                           | 甲東村                     | 甲東村                                  | 昭和16年2月1日 西宮市に編入           | 西宮市                                   | 西宮市                            | 西宮市 |
| 武庫郡 |               | 瓦木村         | 瓦木村                           | 瓦木村                           | 瓦木村                     | 瓦木村                                  | 昭和17年5月5日 西宮市に編入           | 西宮市                                   | 西宮市                            | 西宮市 |
| 武庫郡 |               | 鳴尾村         | 鳴尾村                           | 鳴尾村                           | 鳴尾村                     | 鳴尾村                                  | 鳴尾村                                | 昭和26年4月1日 西宮市に編入              | 西宮市                            | 西宮市 |
| 菟原郡 |               | 精道村         | 武庫郡                           | 精道村                           | 精道村                     | 精道村                                  | 昭和15年11月10日 市制改称 芦屋市      | 芦屋市                                   | 芦屋市                            | 芦屋市 |
| 菟原郡 |               | 本山村         | 武庫郡                           | 本山村                           | 本山村                     | 本山村                                  | 本山村                                | 昭和25年10月10日 神戸市東灘区に編入      | 神戸市東灘区                      | 神戸市 |
| 菟原郡 |               | 本庄村         | 武庫郡                           | 本庄村                           | 本庄村                     | 本庄村                                  | 本庄村                                | 昭和25年10月10日 神戸市東灘区に編入      | 神戸市東灘区                      | 神戸市 |
| 菟原郡 |               | 御影町         | 武庫郡                           | 御影町                           | 御影町                     | 御影町                                  | 御影町                                | 昭和25年4月1日 神戸市に編入 東灘区を新設 | 神戸市東灘区                      | 神戸市 |
| 菟原郡 |               | 魚崎村         | 武庫郡                           | 魚崎村                           | 魚崎村                     | 大正3年5月1日 町制 魚崎町               | 魚崎町                                | 昭和25年4月1日 神戸市に編入 東灘区を新設 | 神戸市東灘区                      | 神戸市 |
| 菟原郡 |               | 住吉村         | 武庫郡                           | 住吉村                           | 住吉村                     | 住吉村                                  | 住吉村                                | 昭和25年4月1日 神戸市に編入 東灘区を新設 | 神戸市東灘区                      | 神戸市 |
| 菟原郡 |               | 都賀浜村       | 武庫郡                           | 都賀浜村                         | 都賀浜村                   | 大正3年7月1日 町制改称 西郷町           | 昭和4年4月1日 神戸市に編入 灘区を新設 | 神戸市灘区                               | 神戸市灘区                        | 神戸市 |
| 菟原郡 |               | 都賀野村       | 武庫郡                           | 明治28年11月1日 改称 西灘村      | 西灘村                     | 西灘村                                  | 昭和4年4月1日 神戸市に編入 灘区を新設 | 神戸市灘区                               | 神戸市灘区                        | 神戸市 |
| 菟原郡 |               | 六甲村         | 武庫郡                           | 六甲村                           | 六甲村                     | 六甲村                                  | 昭和4年4月1日 神戸市に編入 灘区を新設 | 神戸市灘区                               | 神戸市灘区                        | 神戸市 |
| 菟原郡 | 葺合村        | 神戸市         | 区設置 神戸市葺合区              | 区設置 神戸市葺合区              | 神戸市葺合区               | 神戸市葺合区                            | 神戸市葺合区                          | 神戸市葺合区                             | 昭和55年12月1日 合併 神戸市中央区 | 神戸市 |
| 八部郡 | 神戸町→神戸区 | 神戸市         | 区設置 神戸市神戸区              | 区設置 神戸市神戸区              | 神戸市神戸区               | 神戸市神戸区                            | 神戸市神戸区                          | 昭和20年5月1日 区再編 神戸市生田区       | 昭和55年12月1日 合併 神戸市中央区 | 神戸市 |
| 八部郡 | 坂本村→神戸区 | 神戸市         | 区設置 神戸市湊東区              | 区設置 神戸市湊東区              | 神戸市湊東区               | 神戸市湊東区                            | 神戸市湊東区                          | 昭和20年5月1日 区再編 神戸市生田区       | 昭和55年12月1日 合併 神戸市中央区 | 神戸市 |
| 八部郡 | 坂本村→神戸区 | 神戸市         | 区設置 神戸市湊東区              | 区設置 神戸市湊東区              | 神戸市湊東区               | 神戸市湊東区                            | 神戸市湊東区                          | 昭和20年5月1日 区再編 神戸市兵庫区       | 神戸市兵庫区                      | 神戸市 |
| 八部郡 | 荒田村        | 神戸市         | 区設置 神戸市湊東区              | 区設置 神戸市湊東区              | 神戸市湊東区               | 神戸市湊東区                            | 神戸市湊東区                          | 昭和20年5月1日 区再編 神戸市兵庫区       | 神戸市兵庫区                      | 神戸市 |
| 八部郡 | 兵庫町→神戸区 | 神戸市         | 区設置 神戸市湊西区              | 区設置 神戸市湊西区              | 神戸市湊西区               | 神戸市湊西区                            | 昭和8年1月1日 改称 神戸市兵庫区       | 昭和20年5月1日 区再編 神戸市兵庫区       | 神戸市兵庫区                      | 神戸市 |
| 八部郡 |               | 湊村           | 神戸市に編入 区設置 神戸市湊区   | 神戸市に編入 区設置 神戸市湊区   | 神戸市湊区                 | 神戸市湊区                              | 神戸市湊区                            | 昭和20年5月1日 区再編 神戸市兵庫区       | 神戸市兵庫区                      | 神戸市 |
| 八部郡 |               | 林田村         | 神戸市に編入 区設置 神戸市林田区 | 神戸市に編入 区設置 神戸市林田区 | 神戸市林田区               | 神戸市林田区                            | 神戸市林田区                          | 昭和20年5月1日 区再編 神戸市兵庫区       | 神戸市兵庫区                      | 神戸市 |
| 八部郡 |               | 林田村         | 神戸市に編入 区設置 神戸市林田区 | 神戸市に編入 区設置 神戸市林田区 | 神戸市林田区               | 神戸市林田区                            | 神戸市林田区                          | 昭和20年5月1日 区再編 神戸市長田区       | 神戸市長田区                      | 神戸市 |
| 八部郡 |               | 須磨村         | 武庫郡                           | 須磨村                           | 明治45年4月1日 町制 須磨町 | 大正9年4月1日 神戸市に編入 須磨区を新設 | 神戸市須磨区                          | 昭和20年5月1日 区再編 神戸市須磨区       | 神戸市須磨区                      | 神戸市 |
| 八部郡 |               | 山田村         | 武庫郡                           | 山田村                           | 山田村                     | 山田村                                  | 山田村                                | 昭和22年3月1日 神戸市兵庫区に編入        | 昭和48年8月1日 分区 神戸市北区    | 神戸市 |

## 行政
武庫郡長（第1次）
| 代 | 氏名 | 就任年月日               | 退任年月日            | 備考 |
| -- | ---- | ------------------------ | --------------------- | ---- |
| 1  |      | 明治12年（1879年）1月8日 |                       |      |
|    |      |                          | 明治13年（1880年）9月 | 廃官 |

武庫・菟原郡長
| 代 | 氏名 | 就任年月日            | 退任年月日                | 備考                                       |
| -- | ---- | --------------------- | ------------------------- | ------------------------------------------ |
| 1  |      | 明治13年（1880年）9月 |                           |                                            |
|    |      |                       | 明治29年（1896年）3月31日 | 菟原郡・八部郡との合併により旧・武庫郡廃止 |

武庫郡長（第2次）
| 代 | 氏名     | 就任年月日               | 退任年月日                 | 備考                   |
| -- | -------- | ------------------------ | -------------------------- | ---------------------- |
| 1  |          | 明治29年（1896年）4月1日 |                            |                        |
|    | 阿部光忠 |                          | 明治41年（1908年）12月14日 |                        |
|    |          |                          | 大正15年（1926年）6月30日  | 郡役所廃止により、廃官 |